# Rhexia salicifolia
Rhexia salicifolia är en tvåhjärtbladig växtart som beskrevs av Robert Kral och Bostick. Rhexia salicifolia ingår i släktet Rhexia och familjen Melastomataceae. Inga underarter finns listade i Catalogue of Life.